# Katja Wulff

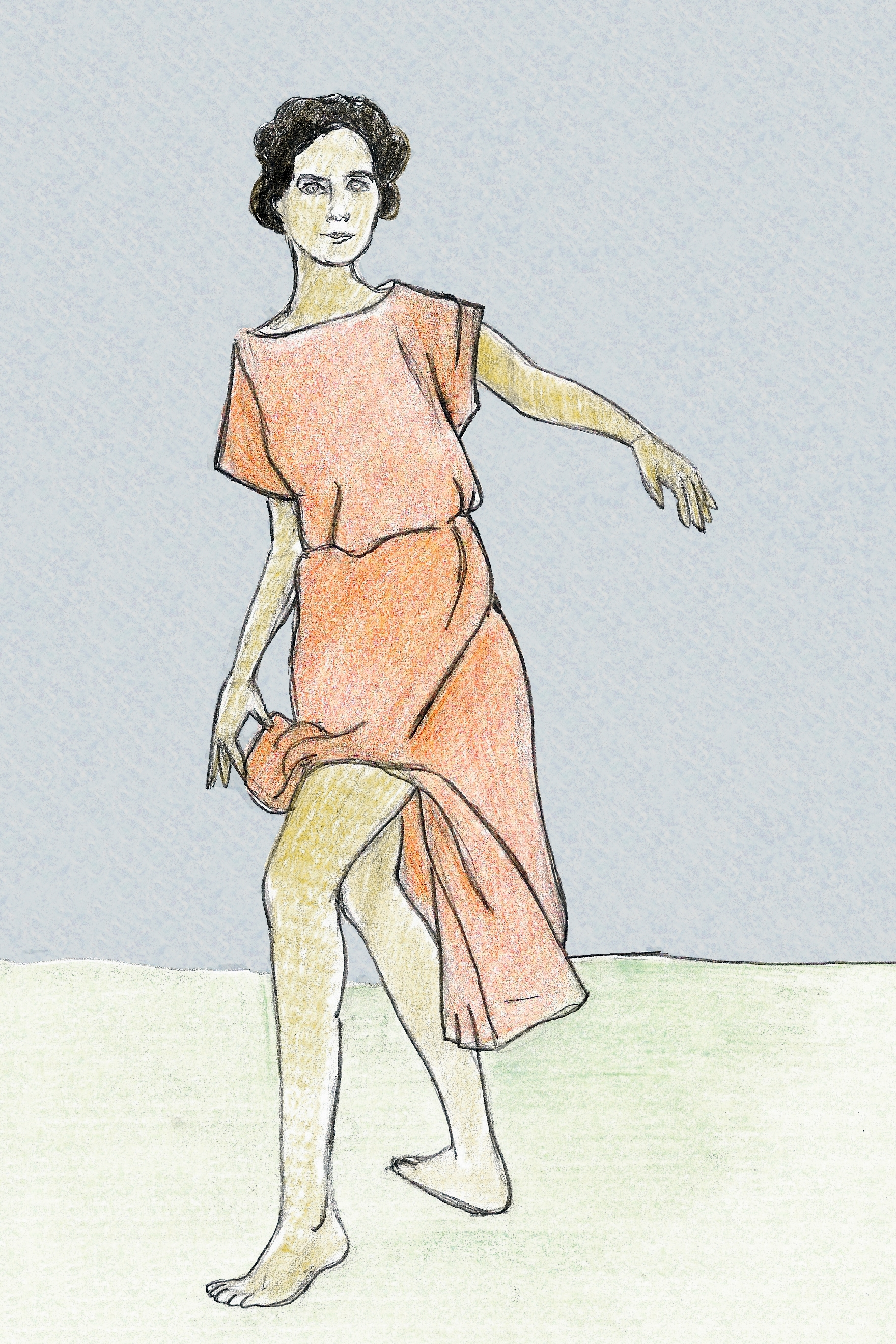
Katja Wulff, moderne Zeichnung nach alten Fotos

Katja Wulff (auch Käthe Wulff; * 31. August 1890 in Hamburg; † 11. Juni 1992 in Basel) war eine deutsch-schweizerische Ausdruckstänzerin und Choreografin.

## Leben

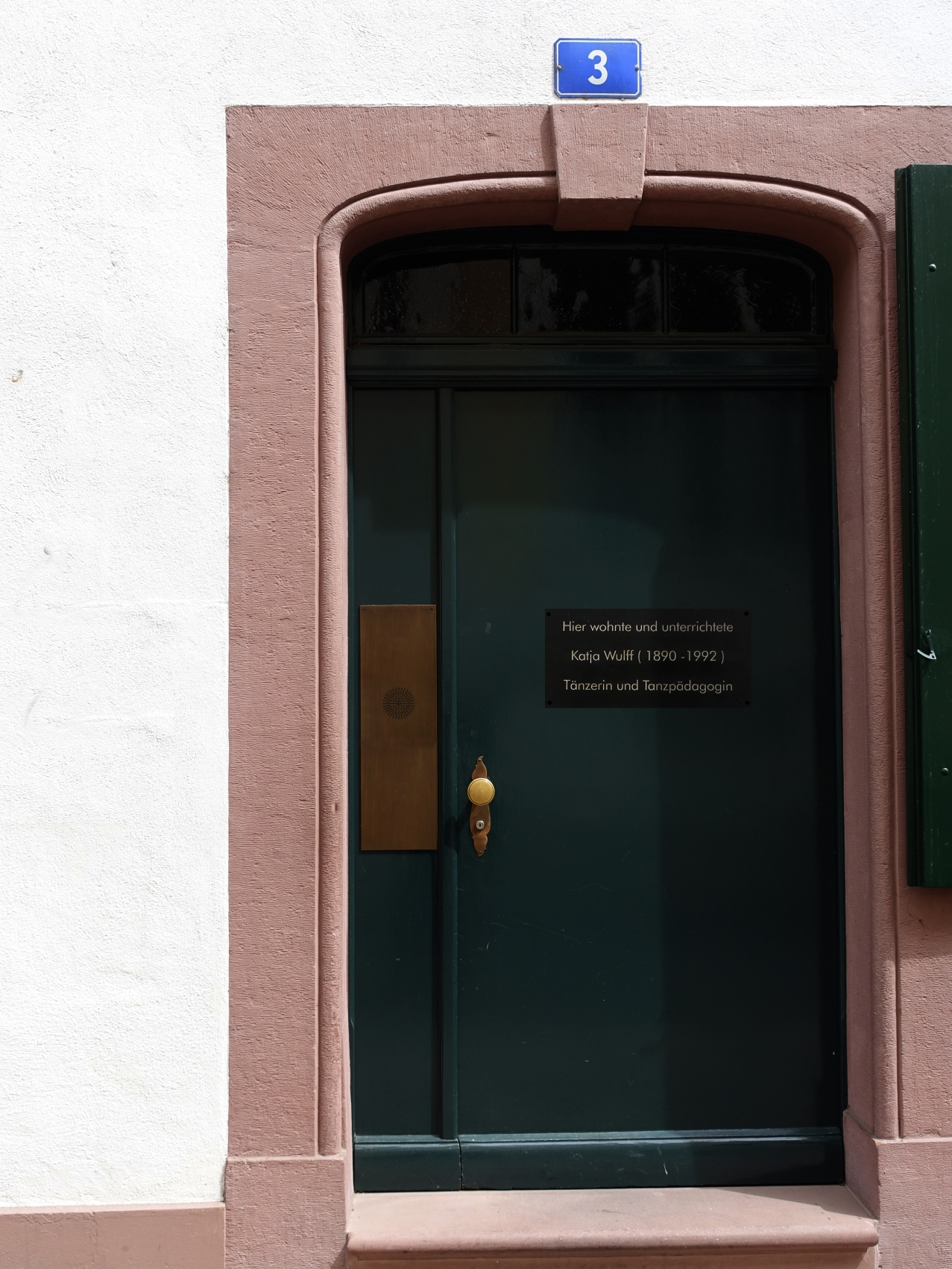
Wohn und Unterrichtshaus von Katja Wulff

Katja Wulff liess sich in Hamburg zur Zeichen- und Turnlehrerin ausbilden und unterrichtete von 1912 bis 1915. Ab 1913/1914 nahm sie Tanzunterricht bei Gertrud Falke. 1914 besuchte sie einen Ferienkurs beim Tanztheoretiker und Ausdruckstänzer Rudolf von Laban auf dem Monte Verità. 1916 zog sie nach Zürich, wo sie für drei Jahre bei Laban und Mary Wigman Tanzpädagogikschülerin war. 1918 erhielt sie ein Diplom für Pädagogik in tänzerischem Turnen und Kunsttanz und gründete zusammen mit Suzanne Perrottet eine Schule für Eurythmie. Nach kurzer Zeit verliess Wulff Zürich und war drei Jahre lang an der Amalfi-Küste und auf Capri als Tanzpädagogin tätig.
1923 gründete Katja Wulff eine Schule für Ausdruckstanz in Basel und leitete ab 1926 die Tanzgruppe Tanzstudio Wulff mit Mariette von Meyenburg als Choreografin. Die Gruppe arbeitete u. a. mit Paul Sacher, Max Bill, Max Sulzbachner und Meret Oppenheim zusammen. Wulff hatte Kontakte zu den Dadaisten um Hans Arp und Sophie Täuber und befreundete sich mit Rudolf Jakob Humm. 1928 bis 1930 trat sie an den Tänzerkongressen in Deutschland auf, 1928 an der Schweizerischen Ausstellung für Frauenarbeit in Bern und 1939 an der Landesausstellung in Zürich.
Kurz vor Beginn des Zweiten Weltkriegs 1939 heiratete sie den Basler Tänzer, Schauspieler und Regisseur Charles Ferdinand Vaucher, 1947 liessen sie sich scheiden. Bereits 1936 war sie in Basel eingebürgert worden. Ihre letzten Lebensjahre verbrachte Katja Wulff ans Bett gefesselt, bevor sie mit 102 Jahren im Basler Felix Platter-Spital starb.

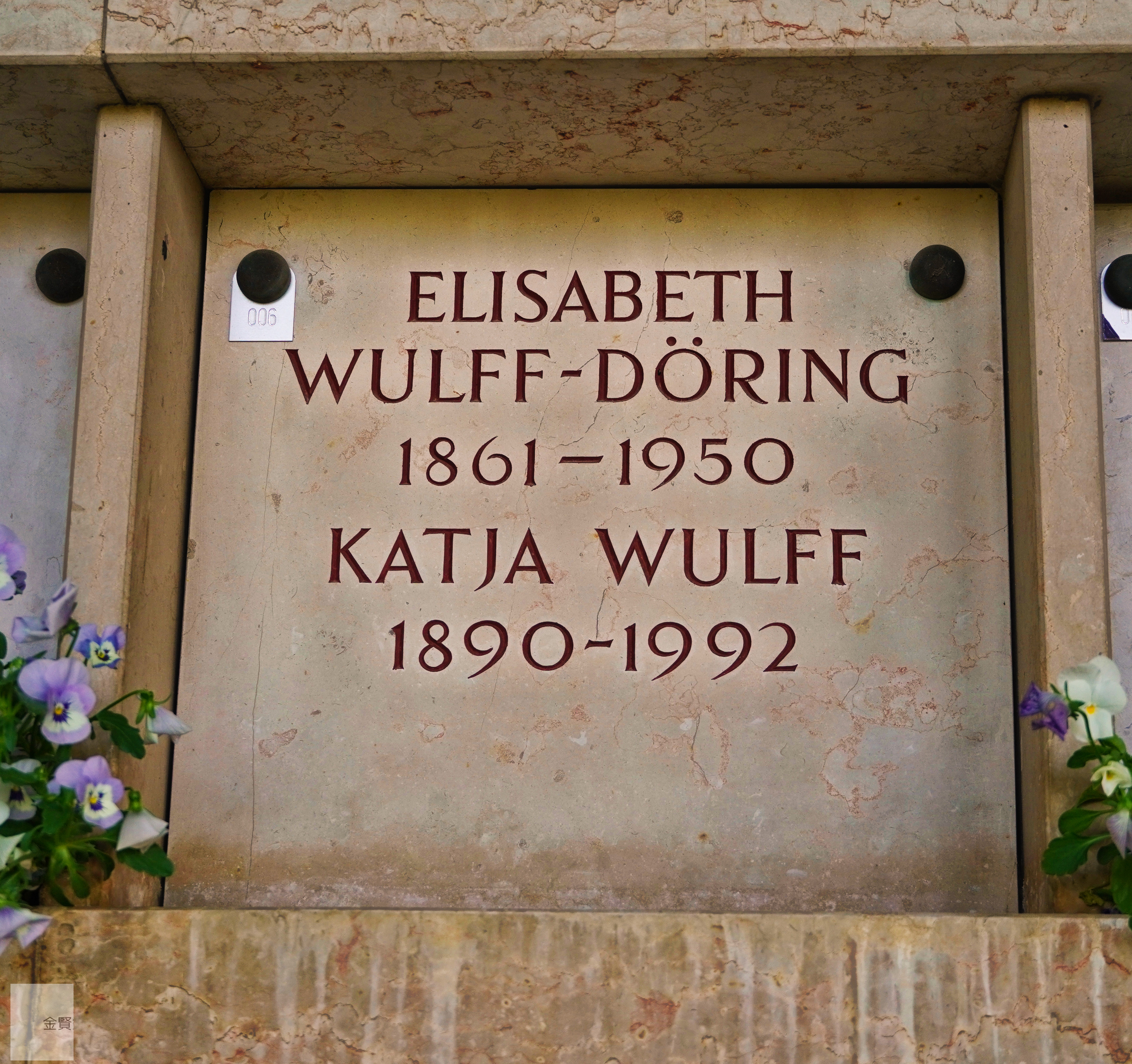
Urnengrab von Katja Wulff auf dem Hörnli

Wulffs Urne wurde auf dem Friedhof am Hörnli beigesetzt. Das Grab wurde 2022 aufgehoben.
Die Tänzerin Mary Delpy sagte über sie: «Katja war immer sehr dezent gekleidet und hatte, ich möchte sagen, einen fast königlichen Gang – gerader Rücken, perfekte Haltung. Sie war eine grosse, schöne Frau. Bis mit über 90 hat sie Stunden gegeben, Schülerinnen ausgebildet und sass daneben, wenn ehemalige Schülerinnen Stunden gaben, hat sich eingemischt und mal etwas gesagt dazu. Sie war eine ganz tolle Frau.»
An der Augustinergasse 3 auf dem Basler Münsterhügel erinnert eine Gedenktafel an sie: «Hier wohnte und unterrichtete Katja Wulff, Tänzerin und Tanzpädagogin.»
Ihr Nachlass befindet sich im Deutschen Tanzarchiv in Köln.